# Писанка, Руслана Игоревна
Русла́на И́горевна Пи́санка (Пи́санко) (укр. Руслана Ігорівна Писанка (Писанко); 17 ноября 1965, Киев — 19 июля 2022, Кайзерслаутерн, Рейнланд-Пфальц) — украинская актриса и телеведущая.
Настоящая фамилия Писанко, под ней актриса указана в титрах фильма «Несколько любовных историй».

## Биография
Родилась 17 ноября 1965 года в Киеве в семье кинооператора Игоря Николаевича Писанко, Лауреата премии Шевченко в 1973 году за документальный фильм «Советская Украина».
В 1995 году окончила режиссёрский факультет Киевского государственного института культуры по специальности «режиссёр телевидения». Снималась в кино, в том числе в России, Польше и Нидерландах. За работу в фильме «Москаль-чародей» была награждена Государственной премией Украины имени Александра Довженко.
Совместно с Радмилой Щёголевой принимала участие в телепроекте — «Женский клуб». Вела прогноз погоды на телеканале «Интер» вместе с Алексеем Дивеевым-Церковным.
С июня 2003 по август 2005 года вела программу «Страна Советов» на российском телеканале НТВ в паре со Львом Новожёновым, а впоследствии с Валерием Меладзе. 
2006 году участвовала в украинском телепроекте «Танцы со звёздами». В 2007 году стала актрисой Русского независимого театра.
В 2008 году вместе с Владимиром Зеленским вела реалити-шоу «Служебный романс» на телеканале «Интер».
В 2010 году участвовала в телепроекте «Звезда+Звезда» на «1+1», где пела в дуэте с украинским оперным и эстрадным певцом Владимиром Гришко. 
С 2012 года была замужем за бизнесменом Игорем Исаковым.
В 2013 году принимала участие в экстремально-спортивно-развлекательном проекте «Вышка» по формату Celebrity Splash на «1+1».
В 2017 году принимала участие в 7 сезоне «Взвешенные и счастливые» на «СТБ» с мужем Игорем Исаковым.
В дальнейшем вела программу «Погода от Русланы Писанки» на радиостанции «Ретро FM Украина» и шоу «Твой день» на «1+1» (2021—2022).
После начала вторжения России на Украину уехала в Германию.
В ночь с 18 на 19 июля 2022 года Писанка скончалась на 57-м году жизни. Причиной смерти стала агрессивная форма рака. 2 августа в германском городе Кайзерслаутерн прошла церемония прощания с актрисой, тело которой кремировали ещё 21 июля. Церемония прощания в Киеве состоялась 21 августа в Спасо-Преображенском соборе. Прах актрисы поместили в колумбарий на Байковом кладбище.

## Награды
- Лауреат Государственной премии Украины им. Довженко за актёрскую работу в фильме «Москаль-чародей»
- Орден Святого Владимира.

## Фильмография
| Год       |     | Русское название                 | Оригинальное название                  | Роль                                                      |
| --------- | --- | -------------------------------- | -------------------------------------- | --------------------------------------------------------- |
| 1991      | ф   | Круиз, или Разводное путешествие | Круиз, или Разводное путешествие       |                                                           |
| 1993      | кор | Трамвай удачи                    | Оригинальное название неизвестно       |                                                           |
| 1994      | ф   | Несколько любовных историй       | Оригинальное название неизвестно       | Мея                                                       |
| 1994      | кор | Российский народный триллер      | Російський народний триллер            |                                                           |
| 1995      | ф   | Москаль-чародей                  | Москаль-чарівник                       | Татьяна                                                   |
| 1995      | ф   | Яблоко                           | Оригинальное название неизвестно       |                                                           |
| 1997      | ф   | Принцесса на бобах               | Принцесса на бобах                     | Люда                                                      |
| 1998      | ф   | Бери шинель…                     | Оригинальное название неизвестно       |                                                           |
| 1999      | ф   | Огнём и мечом                    | With Fire and Sword / Ogniem i mieczem | Ведьма Горпина                                            |
| 2000      | ф   | Чёрная рада                      | Чорна рада                             | Меланья                                                   |
| 2003      | с   | Москва. Центральный округ        | Москва. Центральный округ              | Дарья Стрельцова                                          |
| 2004      | ф   | Сорочинская ярмарка              | Сорочiнская ярмарка                    | актриса на ярмарке                                        |
| 2004      | ф   | Три мушкетёра                    | Оригинальное название неизвестно       | Портос                                                    |
| 2006      | с   | Петя Великолепный                | Оригинальное название неизвестно       | Вера                                                      |
| 2006      | ф   | Такси для ангела                 | Оригинальное название неизвестно       | Минна Майерлинг                                           |
| 2006      | ф   | Угон                             | Оригинальное название неизвестно       | Маша                                                      |
| 2007      | ф   | Душка                            | Duska                                  | рожающая в автобусе                                       |
| 2007      | ф   | Лузер                            | Оригинальное название неизвестно       | Люся                                                      |
| 2007      | ф   | Луна-Одесса                      | Оригинальное название неизвестно       | Люба                                                      |
| 2007      | ф   | Просто повезло                   | Оригинальное название неизвестно       | Татьяна                                                   |
| 2007      | ф   | Садовник                         | Оригинальное название неизвестно       | Зина                                                      |
| 2008      | ф   | Ночная смена                     | Оригинальное название неизвестно       | ассистент по актёрам                                      |
| 2008      | ф   | Рука на счастье                  | Рука на щастя                          | Клавдия                                                   |
| 2008      | с   | Сила притяжения                  | Оригинальное название неизвестно       | мама Люся                                                 |
| 2009      | ф   | Как казаки…                      | Як козаки…                             | казачка                                                   |
| 2010      | с   | Сваты-4                          | Сваты-4                                | Нина Сергеевна                                            |
| 2012      | ф   | Ржевский против Наполеона        | Оригинальное название неизвестно       | мадам Головина                                            |
| 2014      | ф   | Кавказская пленница!             | Оригинальное название неизвестно       | таксистка                                                 |
| 2015      | ф   | Бессмертник                      | Оригинальное название неизвестно       | Оксана, сестра Людмилы                                    |
| 2019      | с   | Крепостная                       | Кріпосна                               | Алевтина Прохоровна Канатоходова, актриса уездного театра |
| 2020      | с   | Хрустальная мечта                | Кришталева мрія                        | Тома                                                      |
| 2020—2021 | с   | Филин                            | Філін                                  | Зоя Модестовна Кавун, патологоанатом                      |

## Озвучивание мультфильмов
- 2002 — Шёл трамвай девятый номер

## Дубляж на украинский язык
- 2011 — Тачки 2 — Холли Делюкс[19]
- 2016 — Охотники за привидениями — Эбби Йейтс (Мелисса Маккарти)[20]

## Книги
- «Кулинарные соблазны от Киевской Руси» ISBN 978-5-17-053853-9, ISBN 978-5-271-21014-3 Тираж: 7000 экз. Формат: 60x90/8 (~220х290 мм) Издательство: АСТ, Астрель, 2009 г. Твёрдый переплёт, 192 стр.